# Gossamer Albatross
O Gossamer Albatross é com o Daedalus o único ciclo-avião, ou aeronave de propulsão humana, que efetuou um voo prolongado.
A bordo ia o ciclista Bryan Allen que fez o Canal da Mancha em 12 de junho de 1979 em 2 horas e 49 minutos para os 36 km do percurso, ou seja, a uma velocidade média de 13.67 km/h.

## História
Concebido por Paul MacCready e Peter Lissaman, depois do Gossamer Condor que tinha ganho o prémio Kremer dois anos antes ao realizar um circuito em «8», o Gossamer Albatross ao atravessar a Mancha permitiu a MacCready o segundo prémio Kremer, de 100 000 £.

## Características
O motor pesava 31,75 kg para uma envergadura de 29,3 m e uma superfície de asa de 77,6 m2 , isto é uma carga de 1,2 kg/m2  com o piloto de 55 kg (a comparar a 30 kg/m2 para os planadores e a 600-700 kg/m2 para os aviões comerciais em carga).
O comprimento era de 10 m, e a altura de 5 m. A hélice bipala tinha dum diâmetro de 360 cm tornando à média de 120 vezes/minuto. A estrutura era feita de tubos em fibra de carbono, numa película de Mylar (de 2,5 a 5 micrometros) e poliestireno.

## Ver ainda
- Aeronave de propulsão humana
- Gossamer Condor
- Daedalus
- SUMPAC